# IWI Desert Eagle
La Desert Eagle è una pistola semi-automatica realizzata per scaricare grossi calibri potenti, tipici dei Revolver Magnum o espressamente concepiti (.357 Mag, .41 Mag, .429 DE, .440 Cor-Bon, .44 Mag e .50 Action Express), sfruttando la ricarica automatica azionata dai gas. 
Viene prodotta in Israele dalla IMI Systems (IMI) per la Magnum Research Inc.

## Storia
Venne originariamente progettata da Bernard C. Bianca, della Magnum Research Inc. con sede negli Stati Uniti d'America, che presentò una domanda di brevetto degli Stati Uniti all'inizio degli anni ottanta. L'azienda poi, ha sviluppato e detiene il brevetto del design originale della Desert Eagle, successivamente rifinito dalla IMI (Israel Military Industries). 
La produzione venne trasferita nello stabilimento Saco Defence, nello stato del Maine, dal 1995 al 2000, ma riportata in Israele, quando la Saco venne acquisita dalla General Dynamics.

## Caratteristiche
La pistola ha un funzionamento inusuale rispetto alla maggior parte delle pistole semi-automatiche, generalmente basate su sistema di apertura a corto rinculo o a massa battente; il meccanismo di riciclo dei gas utilizzato nella Desert Eagle è di utilizzo più comune nei fucili e in generale in armi lunghe. Infatti la rotazione dell'otturatore e il meccanismo di bloccaggio presentano una consistente somiglianza con i fucili della serie M16. 
Il vantaggio del sistema a recupero dei gas risiede nella possibilità di usare cartucce molto più potenti di quelle specifiche per le tradizionali pistole semi-automatiche, non tanto riguardo ai calibri, ma le alte pressioni generate dalla scarica delle polveri; ciò permette alla Desert Eagle di competere in un mercato dapprima detenuto solo dalle rivoltelle Magnum.
Per modificare il tipo di cartuccia camerata nella Desert Eagle, è sufficiente montare la canna di calibro adatto ed effettuare le sostituzioni della culatta e del caricatore. Pertanto, eventuali cambiamenti di cartucce (es, da .357 Mag a .44 Mag) possono essere eseguiti comodamente sul campo. E siccome la cartuccia .50 AE presenta lo stesso fondello della .44 Magnum, la conversione tra questi due calibri può essere attuata sostituendo solo la canna e il caricatore. 
La canna più comune è lunga 6 pollici (152 mm) con rigatura poligonale, tuttavia sono disponibili (ma sono meno comuni) anche canne di altra misura da 8, 10 e 14 pollici (202, 254 e 356 mm). Le canne della Mark XIX sono dotate di una base per il montaggio di un supporto integrale per il mirino, e ciò rende l'aggiunta del mirino stesso un'operazione piuttosto semplice.
Inoltre, la Desert Eagle è provvista di un caricatore removibile, come molte altre pistole semi-automatiche, dove la capacità è di 9 colpi per la .357 Magnum, 8 colpi per la .44 Magnum e 7 colpi per la .50 AE.  
La pistola è principalmente usata per tiro sportivo, tiro a segno e caccia (dove è legale). L'utilizzo dell'arma rimane riservato a questi ambiti, dati i seguenti svantaggi : 
- peso elevato;
- grosse dimensioni;
- rinculo e fiammata consistenti;
- notevole rumore di sparo;
- frequente manutenzione;
- danni frequenti;
- costi elevati;

### Presa del gas
La presa gas è del tipo a lunga corsa, al contrario di quella diretta presente sul fucile d'assalto M16. 
Il foro sulla canna, disassato leggermente a sinistra, è situato immediatamente dopo la camera di cartuccia sulla parte inferiore. Un condotto che attraversa inferiormente la canna per 6 pollici di lunghezza standard, porta il gas di recupero ad azionare il pistone che forza l'arretramento del carrello. Tuttavia, il vantaggio di questo sistema, cioè la capacità di sopportare spinte maggiori, dà all'arma una dimensione maggiore e non permette l'utilizzo di altre munizioni se non quelle a pallottola incamiciata. 
È difficoltoso l'accesso per pulizia alla conduttura di recupero gas, essendo la procedura possibile, nei fatti, solo tramite solventi liquidi da iniettare all'interno. Molto più semplice è invece la pulizia del pistone e della parte a contatto con esso (un apposito attrezzo è fornito di serie per questo). L'arretramento del pistone avviene "all'aperto" ed il gas, ad elevata pressione, si scarica all'esterno in direzione del tiratore aumentando notevolmente la rumorosità percepita.

## Varianti

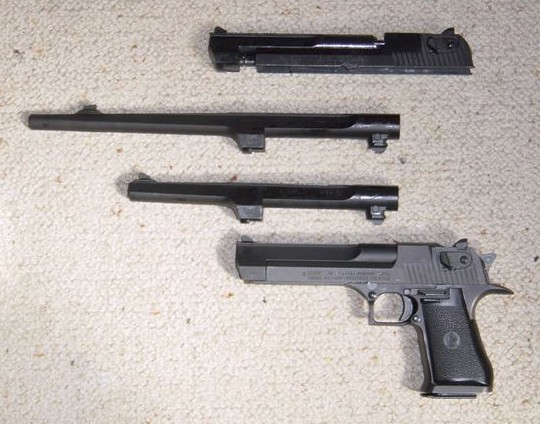
Una Desert Eagle Mk. VII in .44 Magnum (in basso) con (dall'alto in basso): canna con culatta/carrello in .357 Magnum, due canne da 14 e 10 pollici in .44 Magnum

Sono state prodotte diverse varianti: la Mark I, la Mark VII, la Mark XIX, la Jericho/Baby Eagle e la Micro Desert Eagle.

### Mark I e Mark VII
Le varianti Mark I e Mark VII non vengono più prodotte. Presentano un corpo in acciaio inossidabile o in alluminio e, in particolare, differivano tra di loro per la grandezza e la forma di leve della sicura e cane ed anche, nel caso specifico della versione Mark VII, per l'aggiunta di un grilletto regolabile (adattabile, a posteriori, anche al modello Mark I). Le Mark I e VII erano entrambe disponibili nei formati di munizioni .357 Magnum e .44 Magnum; Inoltre, solo per la Mark VII, era anche disponibile il formato .41 Magnum.
Le canne presentavano una slitta a coda di rondine da 9,5 mm, sulla quale poteva essere montata una base per l'applicazione di vari accessori. Più tardi i modelli Mark VII vennero presentati in calibro .50 Action Express con una slitta di tipo Weaver da 22 mm sulla canna; la Mark VII in .50 AE divenne più tardi la base della Mark XIX. La lunghezza delle canne poteva essere di 6, 10 e 14 pollici per i calibri .357 Magnum e .44 Magnum, oppure 6 e 10 pollici per il .41 Magnum.

### Mark XIX
Il modello più recente, la Mark XIX, è disponibile nei calibri .357 Magnum, .44 Magnum e .50 Action Express (detto anche .50 AE). La Magnum Research presentò anche alcuni pezzi di calibro .440 Cor-bon, una cartuccia derivata dalla .50 AE. La canna della Mark XIX è disponibile solamente nelle lunghezze di 6 e 10 pollici. I modelli nei formati di munizioni .357 Magnum e .44 Magnum presentano alette sulla canna, invece assenti nei modelli per .50 AE. I modelli correnti di Mk. XIX presentano una slitta Picatinny sulla parte superiore della canna. La Magnum Research offre, inoltre, un freno di bocca apposito per i calibri .50 AE e .44 Magnum.

### Jericho/Baby Eagle
Sebbene l'IMI costruisca una versione esteriormente simile della pistola, inizialmente chiamata Jericho 941 ed adesso rinominata "Baby Eagle" dalla Magnum Research, questa non presenta lo stesso funzionamento.
La Jericho/Baby Eagle è progettata come una tipica arma a doppia azione e breve rinculo. L'unica funzione simile si trova nelle munizioni sviluppate dall'IMI. Le .41 Action Express (o .41 AE) sviluppate per la Jericho 941 presentano una corona scanalata, così che l'utilizzo possa variare tra le 9 mm Luger e le .41 AE con la sola sostituzione della canna, e questo fatto è possibile perché il .41 AE è stato sviluppato a partire da un bossolo .41 Magnum accorciato con la corona e la scanalatura dell'estrattore fatte su misura della 9mm Luger. Ciò permette al medesimo estrattore ed eiettore di funzionare con entrambi i proiettili. La .50 AE ha una corona scanalata simile, tagliata con le stesse misure della .44 Magnum. È questo che permette il cambio di calibro tra il .44 Magnum e il .50 AE variando canna e caricatore.
La Jericho 941 venne chiamata così per i due tipi di proiettile che la camera di scoppio poteva ospitare grazie ad un kit di conversione.

### Micro Desert Eagle
La Magnum Research ha presentato un modello chiamato "Micro Desert Eagle". Presenta pochi punti in comune con la Desert Eagle, non potendo cambiare il tipo di munizione. L'unica cosa in comune è l'azionamento a massa battente assistito a gas. È una "pistola da tasca" per difesa personale, stessa categoria di armi come la Walther PPK e la SIG-Sauer P230/232. È camerata solo per la cartuccia .380 ACP, e funziona a double action only, senza cane esterno.